# 大叶葱芥
大叶葱芥（学名：Alliaria grandifolia），为十字花科葱芥属下的一个植物种。